# Alexandra Meyer (Handballspielerin)
Alexandra Meyer (* 20. Oktober 1994 in Delmenhorst) ist eine deutsche Handballtorwartrainerin.

## Karriere
Alexandra Meyer begann mit vier Jahren mit dem Handballspielen. 2010 wechselte sie von der HSG Delmenhorst zum VfL Oldenburg, mit dessen Jugendmannschaft sie den dritten Platz bei der Deutschen Jugendmeisterschaft 2011/12 erreichte. 2012 hatte die 1,83 Meter große Torhüterin, die bis zur C-Jugend auch als Kreisläuferin gespielt hatte, ihren ersten Einsatz in der Handball-Bundesliga im Spiel gegen die HSG Bad Wildungen. Nach der Saison 2013/14, in der sie mit der zweiten Oldenburger Mannschaft die Meisterschaft in der Nordstaffel der 3. Liga gewann, verließ sie den VfL und schloss sich dem Zweitligisten 1. FSV Mainz 05 an. Zur Saison 2015/16 wechselte sie zu Werder Bremen. Nach der Saison 2018/19 schloss sie sich für eine Saison der zweiten Mannschaft vom VfL Oldenburg an.
Meyer gehörte zum Kader der deutschen Jugendnationalmannschaft, für die sie das erste Mal 2012 auflief. Für die deutsche Juniorinnennationalmannschaft bestritt sie zwei Länderspiele.

## Trainerin
Ab der Saison 2020 war Meyer Torwarttrainerin beim damaligen Drittligisten BV Garrel.